# Fanjunkare (Sverige)
Fanjunkare (förkortning: fj) är en specialistofficersgrad i den svenska försvarsmakten. Graden har funnits i olika former sedan 1806 och går idag in under OR-7 (NATO-kod "Other Ranks").

## Fanjunkare (2009-idag)
Graden återinfördes 1 januari 2009 som en specialistofficersgrad, över översergeant och under överfanjunkare. Tjänsteställningsmässigt är fanjunkaren likställd med kaptenen. För att kunna befordras till fanjunkare måste man ha tjänstgjort som översergeant i minst fyra år samt bedömts vara lämplig och inneha de kunskaper och färdigheter som krävs för den högre graden.

### Gradbeteckning
I armén används tre stjärnknappar medan man i flottan, amfibiekåren och flygvapnet använder två stycken 8 mm breda guldgaloner.

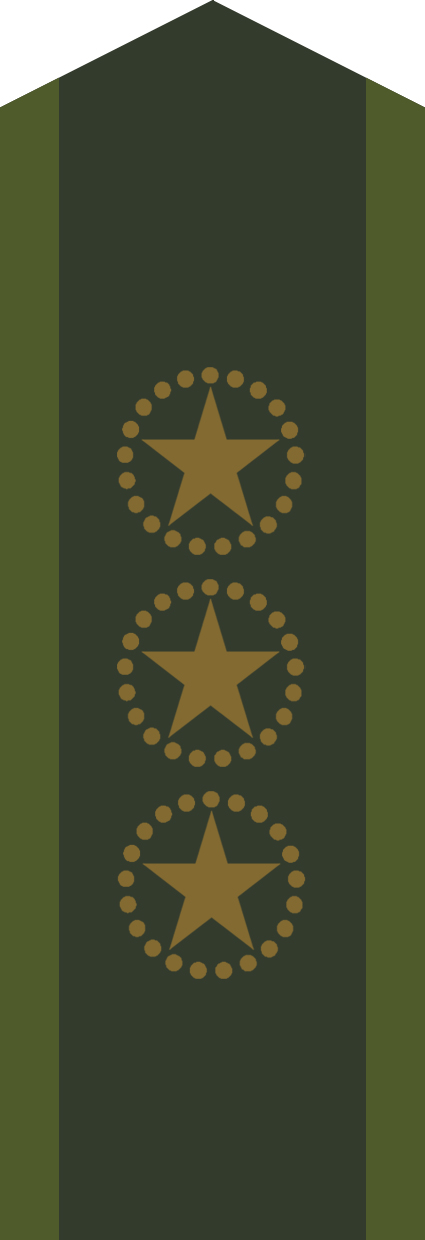
Armén (fältuniform)
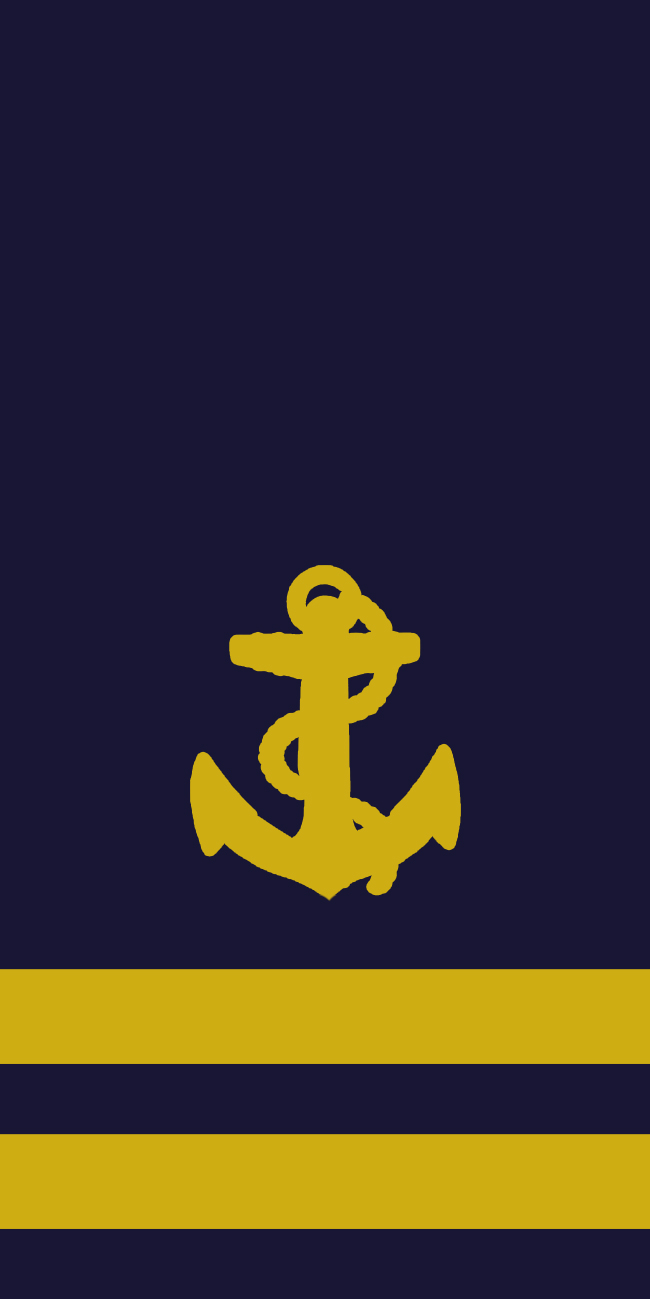
Marinen (fält/sjöstridsdräkt), yrkestecken: operatör
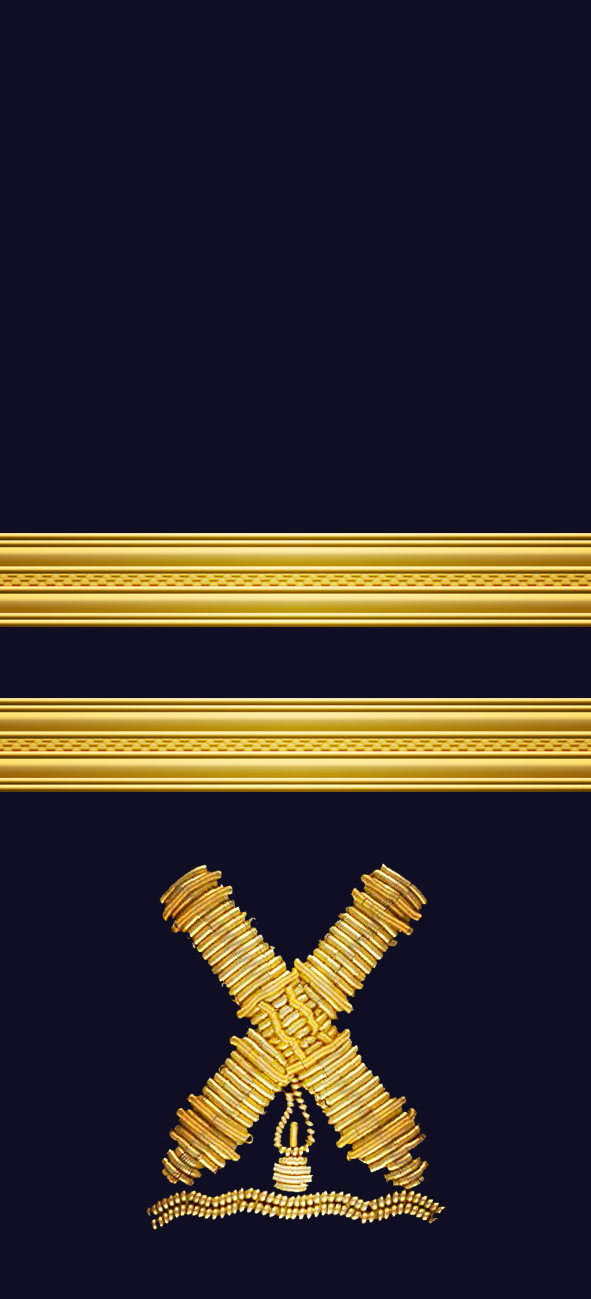
Amfibiekåren (uniform m/87)
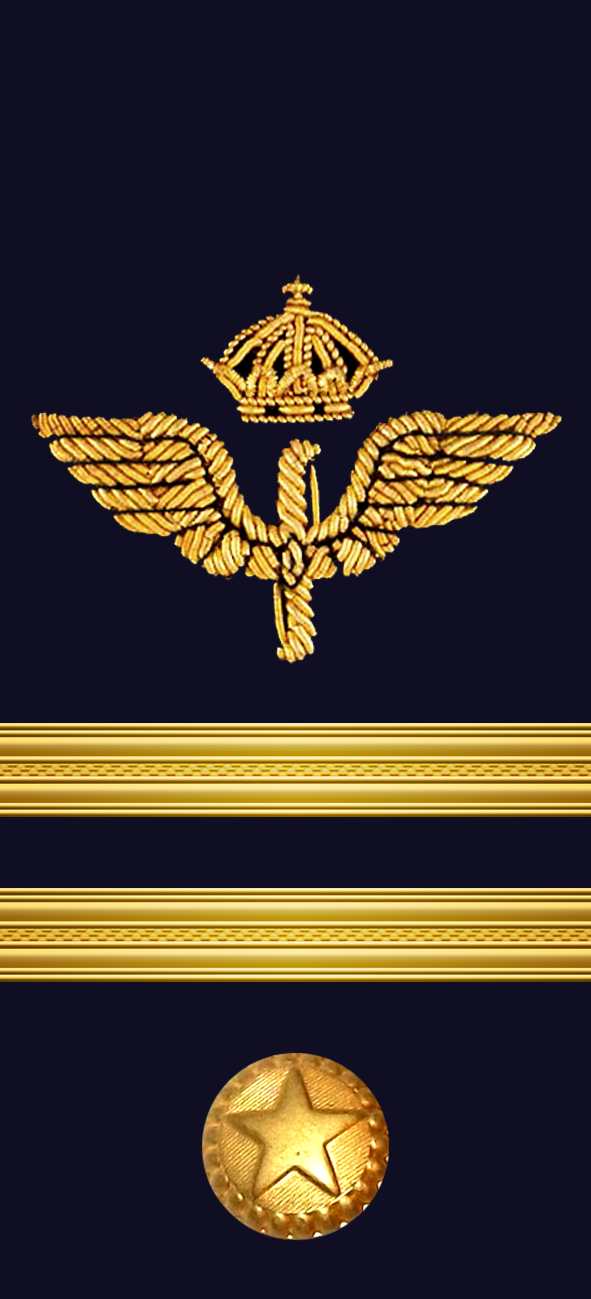
Flygvapnet (uniform m/87)

### Gradbeteckning på ärm

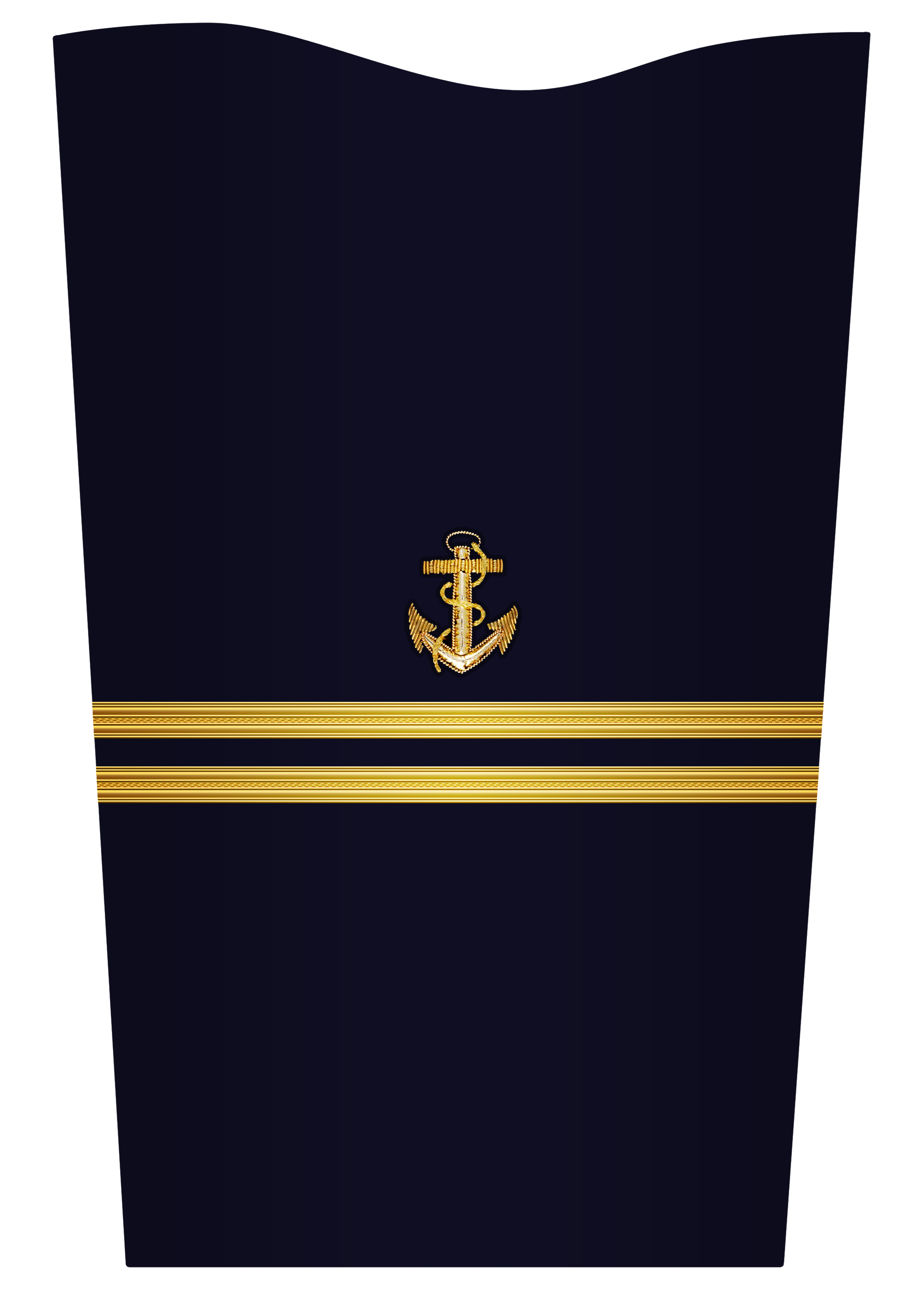
Marinen (innerkavaj m/48, mässdräkt)
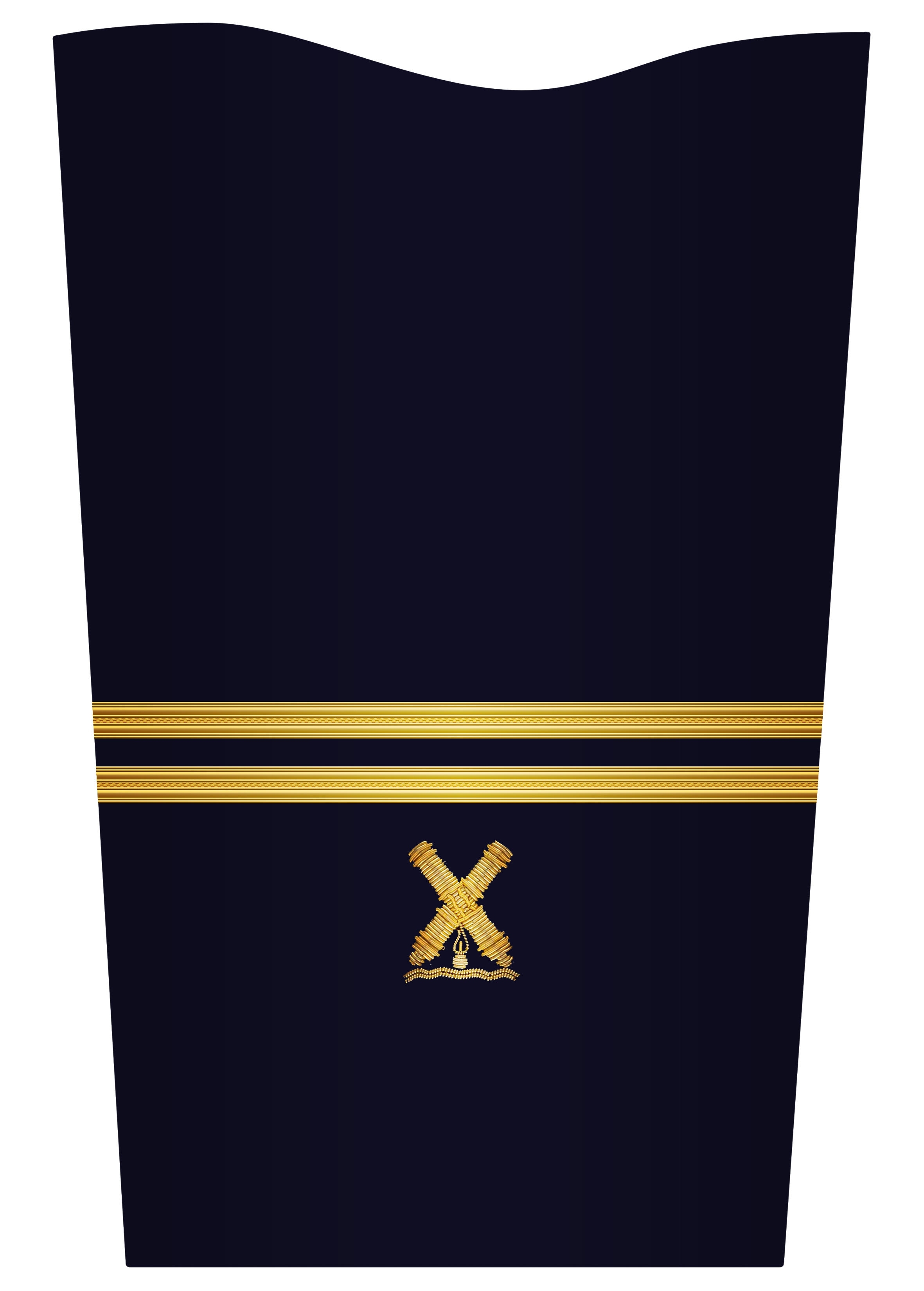
Amfibiekåren (innerkavaj m/48, mässdräkt)
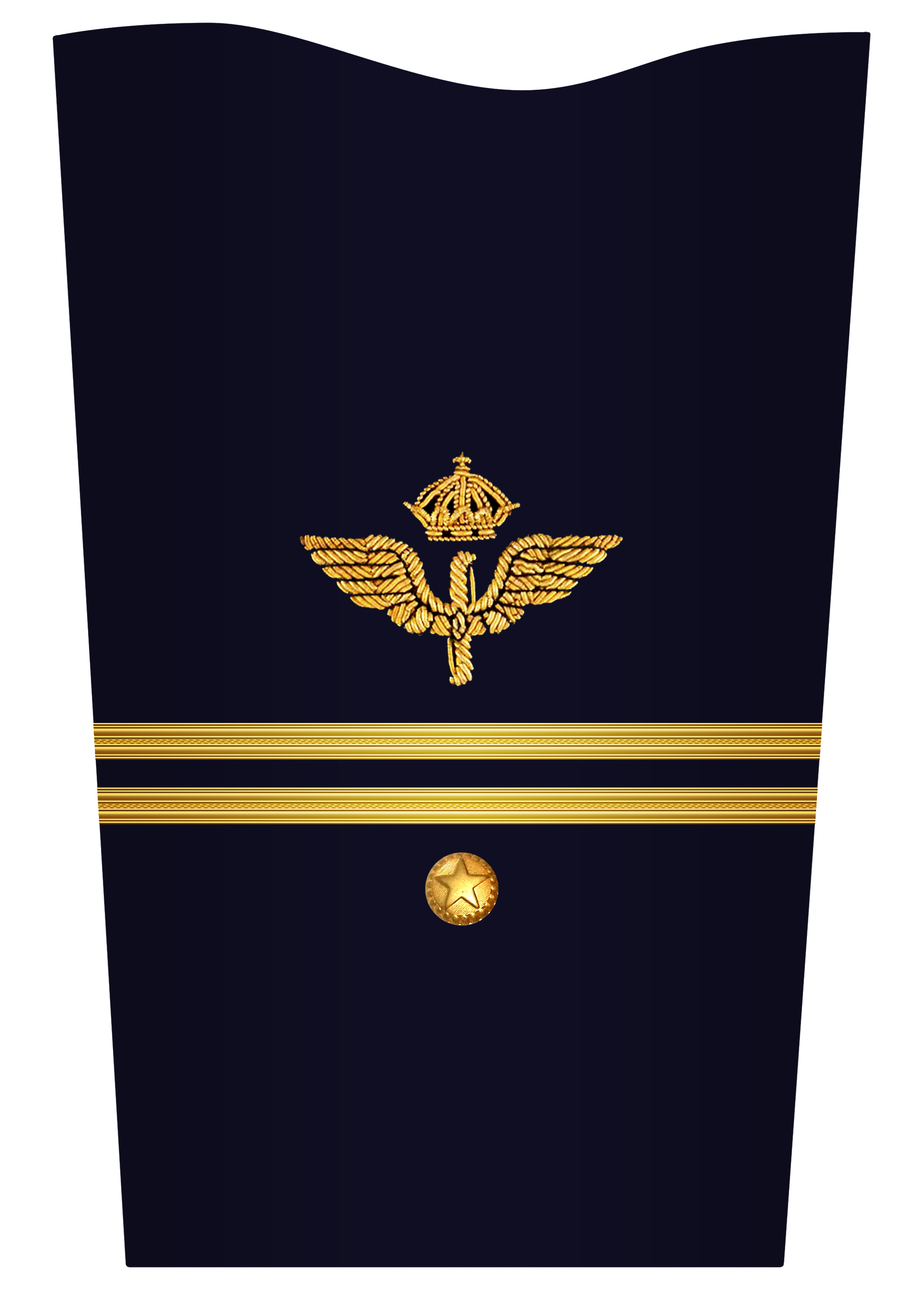
Flygvapnet (mässdräkt)

### Gradbeteckning på huvudbonad

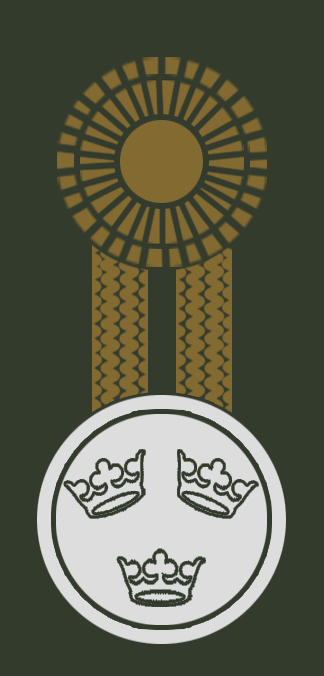
Armén (fältmössa 90, pälsmössa m/59)
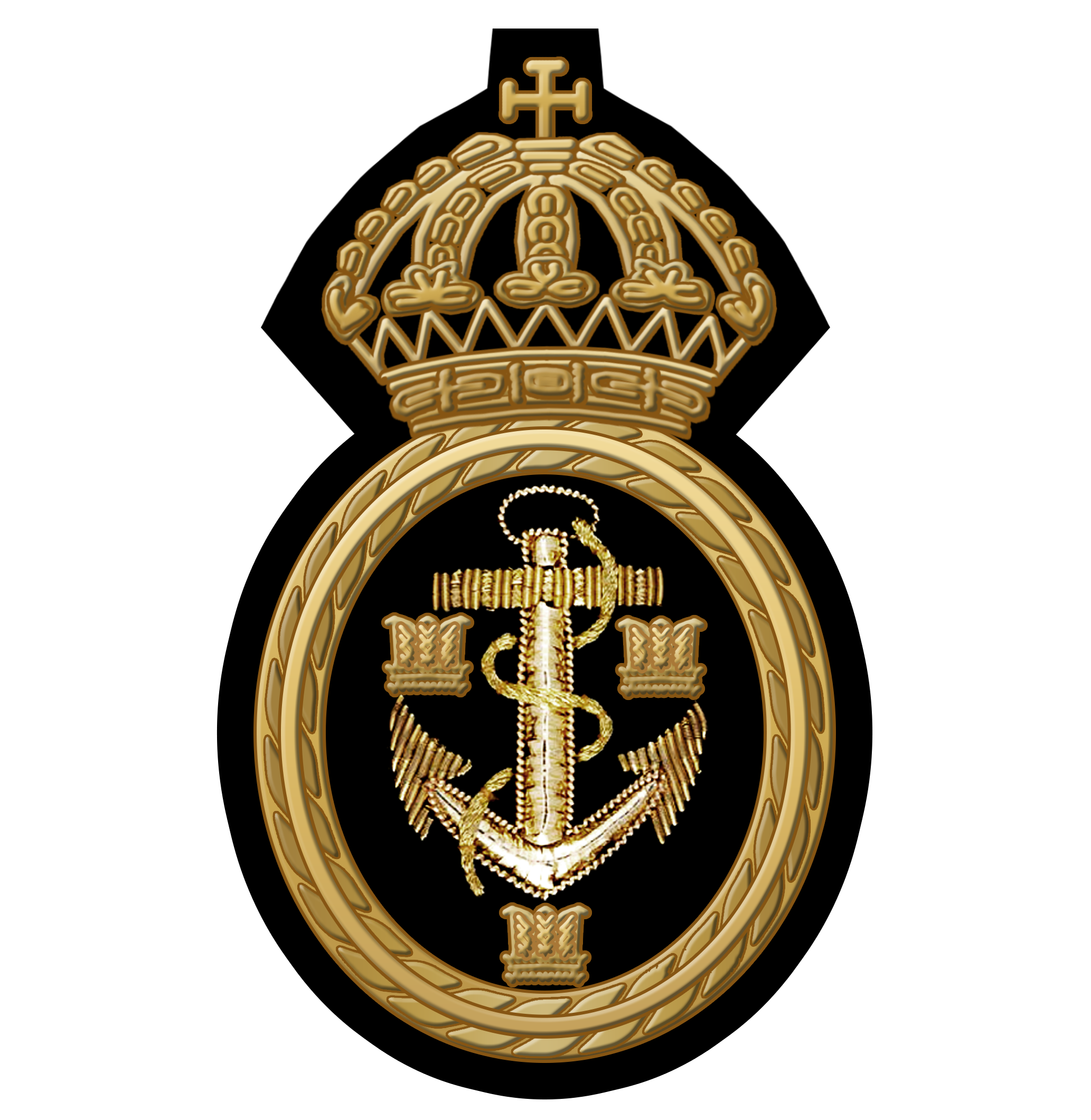
Marinen (skärmmössa m/78, båtmössa m/48)
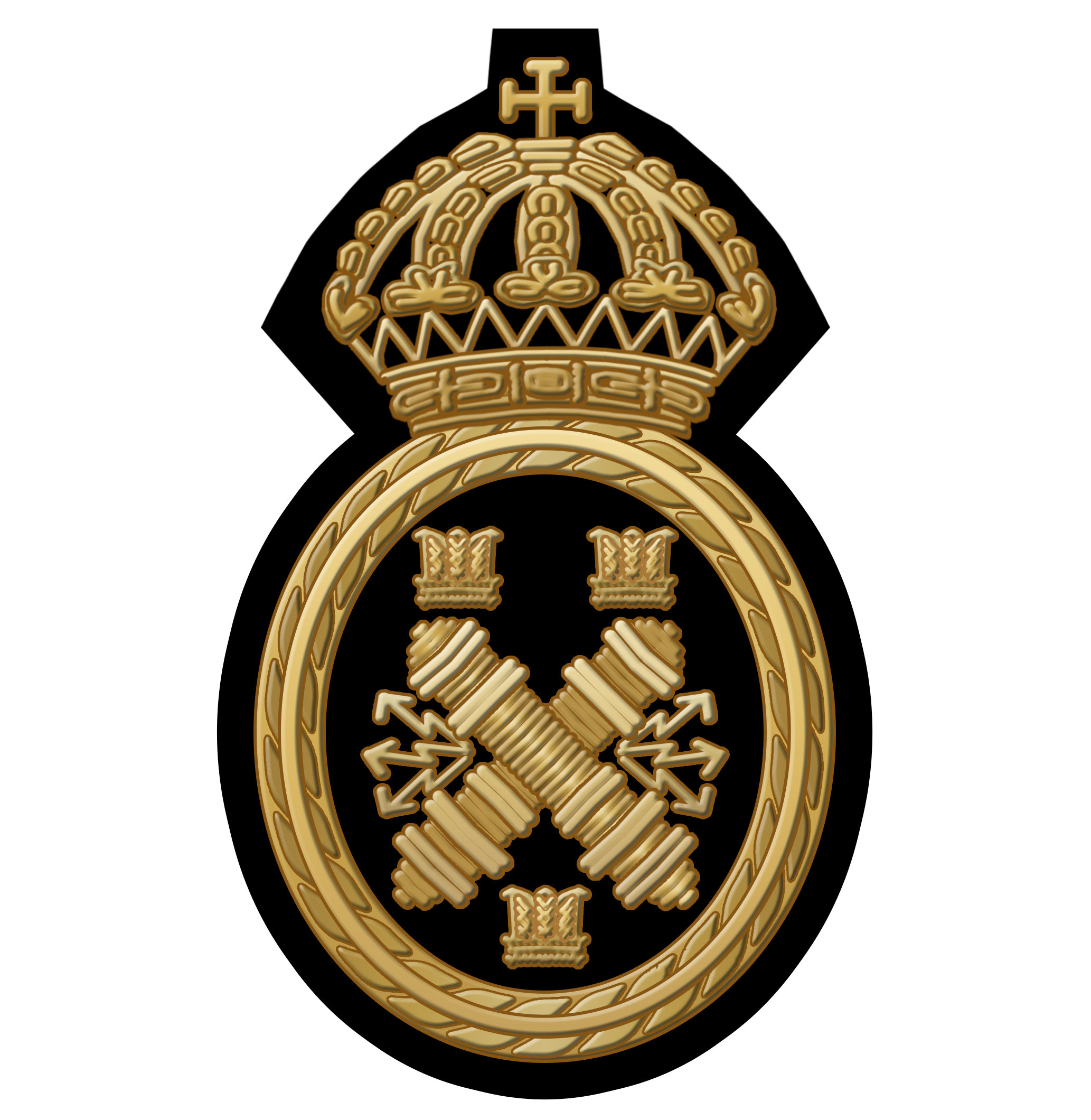
Amfibiekåren (skärmmössa m/87, båtmössa m/48)

## Historik
Fanjunkare var i Sverige en underofficersgrad som infördes 1806. Graden blev 1833 högsta underofficersgraden i den indelta armén och 1837 i den värvade armén samt från 1936 den näst högsta i den svenska armén efter förvaltare. Vid befälsreformen 1972 blev personer med fanjunkares grad (i artilleriet styckjunkare) utnämnda till antingen löjtnanter eller kaptener beroende på anställningstiden i graden, medan personer med överfurirs och rustmästares grad blev utnämnda till sergeanter eller fanjunkare. När 1983 års befälsordning infördes, utnämndes personer med fanjunkares grad till löjtnanter.

### Mellan 1990 och 2008
Mellan 1990 och 2008 utnämndes inga nya fanjunkare i Sverige. De få som fanns kvar var:
1. förordnade i graden som värnpliktiga efter särskild kompetensprövning eller efter befordringskurs inom FBU (nuvarande Försvarsutbildarna),
2. förordnade i graden i hemvärnet eller
3. tillhör den snabbt krympande kategorin reservunderofficerare, som huvudsakligen anställts i reserven före 1983 efter förtidsavgång som yrkesunderofficer.
4. förordnade i utlandstjänstgöring eller annat specialfall

### Historiska gradbeteckningar
Fanjunkaren bar till uniform m/1886 och m/1895 till en början, till skillnad från sergeanten, uniform och gradbeteckning likt för officer. Vid regementen och kårer där officerare bar guld- eller silverbrodyr istället för galon bar även fanjunkaren detta, liksom officersepåletter utan gradbeteckning. Uniform m/1906 var kortlivad, men här bar fanjunkaren på ärmen två smala snören i guld, varpå den översta har en liten ögla. Allt på mellanblått kläde, format som en vinkel med spetsen uppåt. Till uniform m/1910 infördes axeltränsar där fanjunkaren precis som i m/ä-systemet bar axelklaffar för officerare, dock utan gradbeteckning. Till uniform m/1923 infördes det att fanjunkaren till en början skulle ha tre vinklar, medan sergeanten hade två. Redan ett par år senare infördes stjärnknappen m/25 och fanjunkaren skulle då bära en, både till uniform m/23 och m/ä. Vid införandet av uniform m/1939 försvann stjärnknappen och fanjunkaren skulle ha en liten stjärna m/39 likt för kompaniofficerare, med undantaget att de ej bar fyrkantssnöre i bronsfärg runtom klaffen.
Från 1945 infördes en ny modell av stjärnknapp m/45 i bronsfärg. Samtliga underofficerare fick därmed ett uniformt gradsystem vilket används än idag. Sergeant bär en, fanjunkare två och förvaltare tre stjärnknappar. Detta behölls även till uniform m/1952, med skillnaden att samtliga tjänstetecken utfördes i mattförgylld färg istället för bronsfärg. Till uniform m/1960 gjordes dessa stjärnknappar m/60 förgyllda eller försilvrade, beroende på förbandstillhörighet. Detta är samma stjärnknappar som används än idag till uniform m/1987.

Sedan 1945 har utförandet för fanjunkarens gradbeteckning i princip varit oförändrad, med undantaget att graden sällan skådades mellan 1972 och 2008. 2009 började den användas igen i och med införandet av specialistofficerarna.

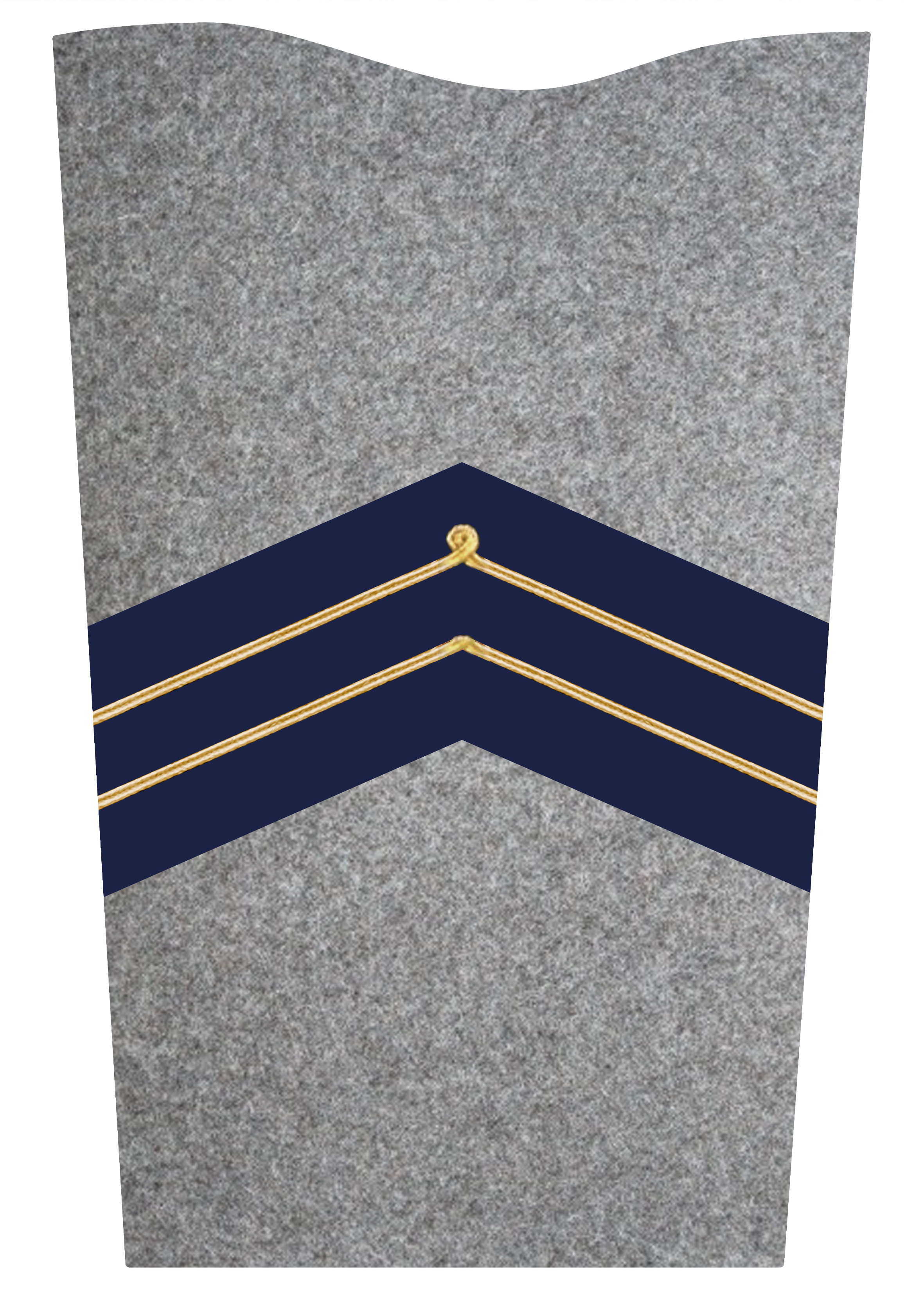
Uniform m/1906, ärm
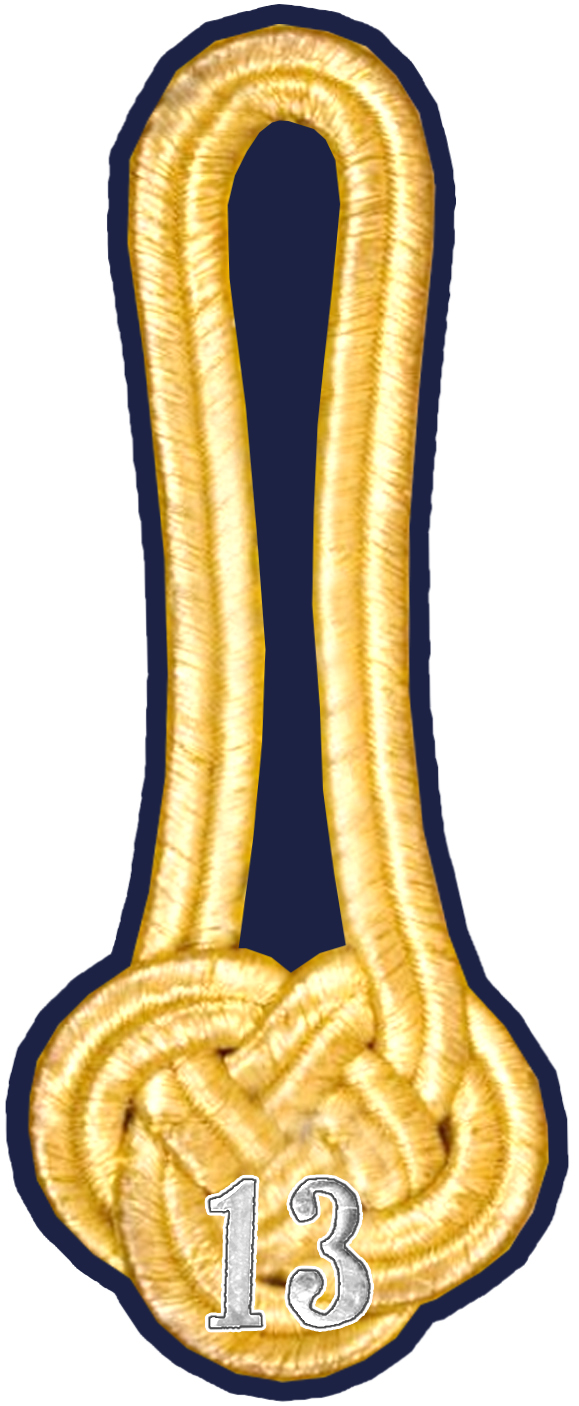
Uniform m/1910, axelträns
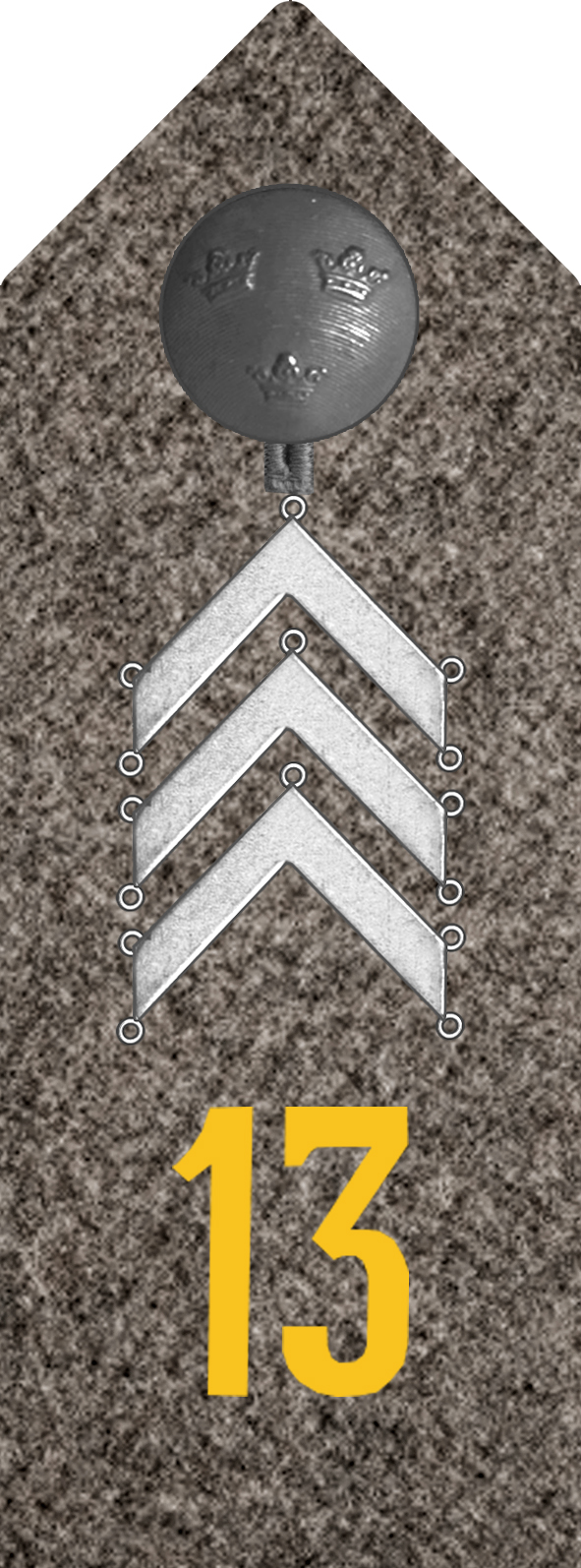
Uniform m/1923, axelklaff (1923-1925)
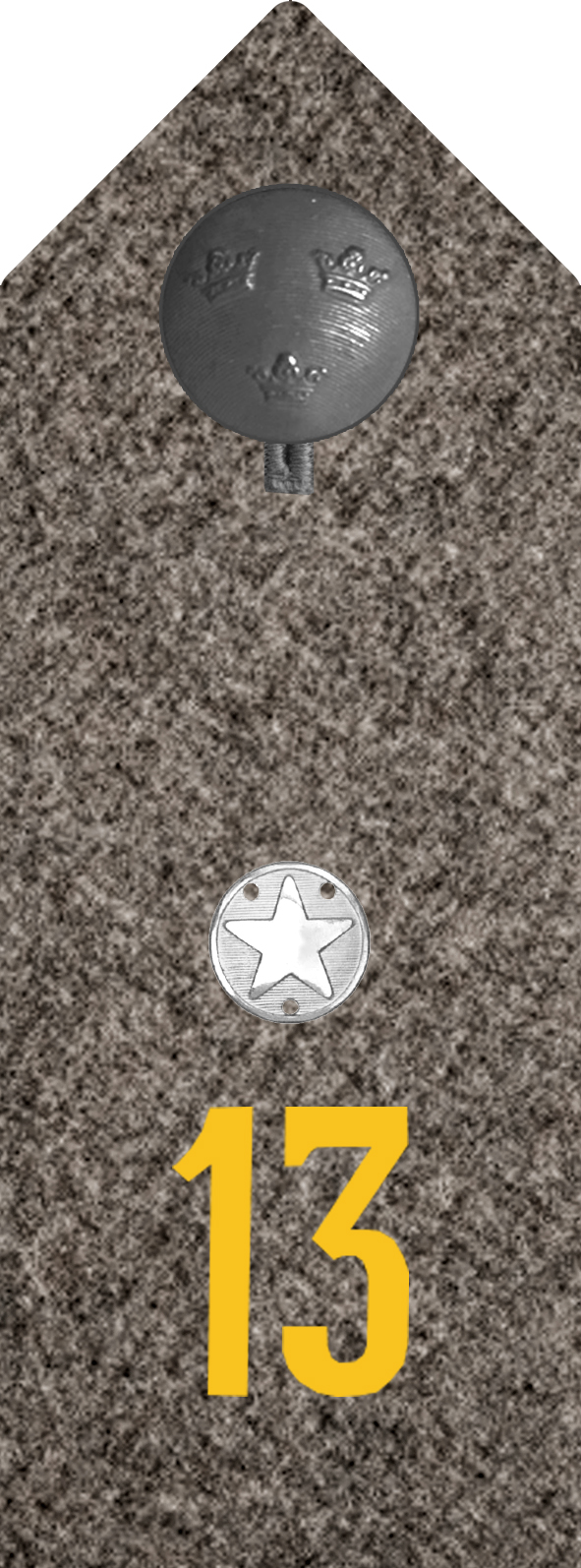
Uniform m/1923, axelklaff (1925-)
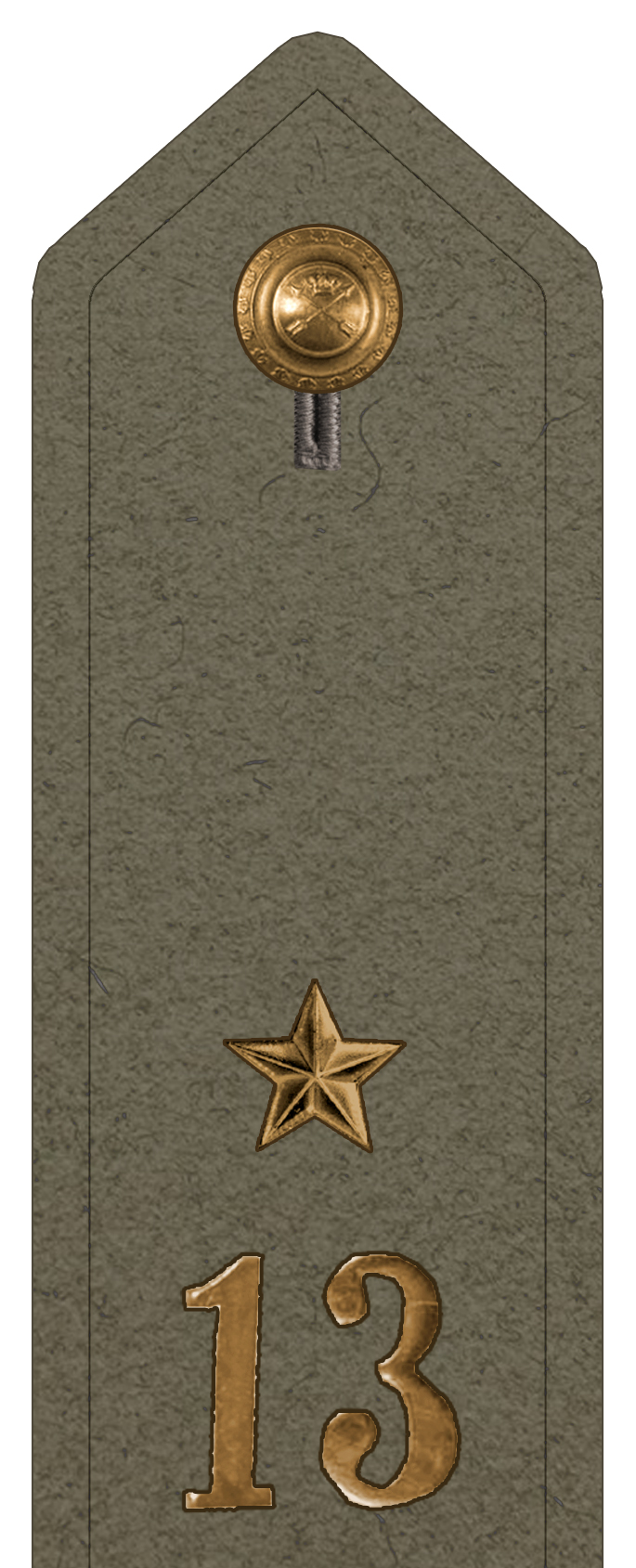
Uniform m/1939, axelklaff (1939-1945)
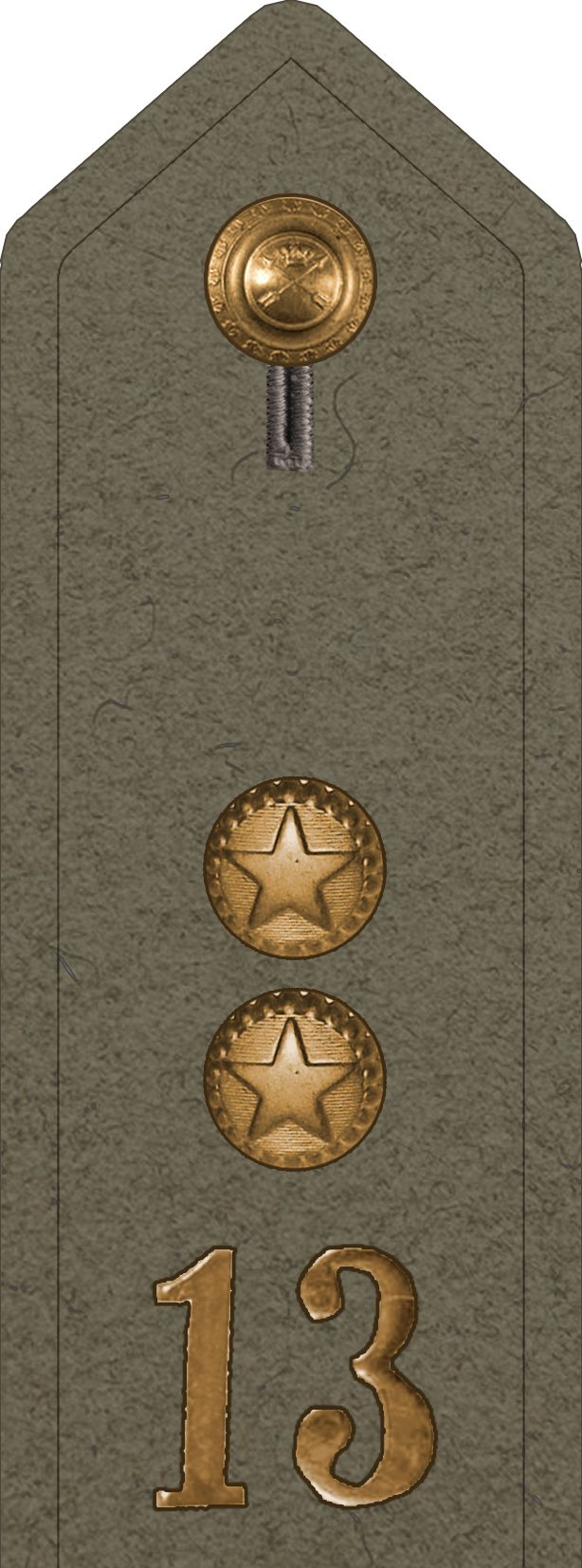
Uniform m/1939, axelklaff (1945-)
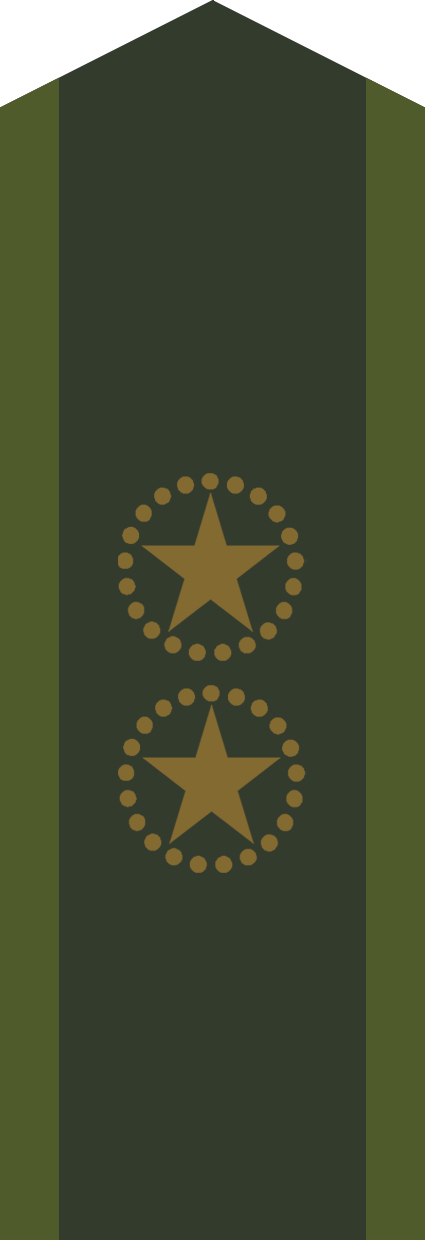
Uniform m/58, m/59 och 90, kragspegel (1959-2019)